# Região das Serras Centrais
A Região das Serras Centrais é uma sub-região turística da província de Misiones, na Argentina.
Abarca o departamento Guaraní, o departamento Veinticinco de Mayo, o departamento Cainguás, o departamento Oberá e o departamento Leandro N. Alem.

## Lugares de interesse
- Salto Orquídeas - 2 de maio
- Salto Golondrina - 2 de maio
- Parque Provinciano Salto Encantado - Aristóbulo del Valle
- Salto Alegre - Aristóbulo del Valle
- Museu de veículos "Pedro Faryluk" - Aristóbulo del Valle
- Salto Bayo Troncho - Campo Ramón
- Salto Teodoro Cuenca - Campo Ramón
- Salto Carlitos - Dos Arroyos
- Salto Krysiuk - Guaraní
- Salto Samambaia I (Bielakowicz) - Guaraní
- Salto Samambaia II - Guaraní
- Salto Zocalski - Guaraní
- Salto Sak - Leandro N. Alem
- Museu de Esculturas em Madeira "Fabriciano Gómez e Humberto Gómez Lollo" - Leandro N. Alem
- Salto Berrondo - Oberá
- Salto Urú I e Urú II - Oberá
- Salto Tobogán - Oberá
- Salto Don Carlos Züsser - Oberá
- Salto Bicudo - Oberá
- Salto Aníbal - Oberá
- Salto Dos Hermanos - Oberá
- Museu de Ciências Naturais de Oberá - Oberá
- Museu da Municipalidade de Oberá - Oberá
- Salto Paca - Panambí
- Salto Estrecho - Panambí
- Salto do Yucumã- San Pedro
- Salto Rosa Mística - San Vicente
- Salto Fracrán - San Vicente